# Дороті Ґрейнджер
Дороті Ґрейнджер (англ. Dorothy Granger; нар. 21 листопада 1911 – пом. 4 січня 1995) — американська акторка, найбільш відома за ролями у голівудських короткометражних комедіях.

## Життєпис
За свою кар'єру Дороті Ґрейнджер виконала ролі у 264 кінострічках.

## Вибрана фільмографія
| Рік  |    | Українська назва         | Оригінальна назва                 | Роль                      |
| ---- | -- | ------------------------ | --------------------------------- | ------------------------- |
| 1961 | кф | Донді                    | Dondi                             | жінка в капелюсі          |
| 1960 | с  | Шоу Дюпон з Джун Еллісон | The DuPont Show with June Allyson | міс Жобер                 |
| 1957 | ф  | Округ Рейнтрі            | Raintree County                   | мадам Ґобер               |
| 1953 | ф  | Такий великий            | So Big                            | Мейбл                     |
| 1952 | ф  | Одна хвилина до нуля     | One Minute to Zero                | медсестра                 |
| 1949 | ф  | Могутній Джо Янґ         | Mighty Joe Young                  | власниця нічного клубу    |
| 1948 | ф  | Стіни Єрихону            | The Walls of Jericho              | пліткарка                 |
| 1948 | ф  | Дивна місіс Крейн        | The Strange Mrs. Crane            | Джанетт Вудс              |
| 1947 | ф  | Луїзіана                 | Louisiana                         | епізодична роль           |
| 1945 | ф  | Маршал Ларедо            | Marshal of Laredo                 | Сюзан                     |
| 1945 | ф  | Захід сонця в Ельдорадо  | Sunset in El Dorado               | жінка на комутаторі       |
| 1943 | ф  | Мила Розі О'Ґрейді       | Sweet Rosie O`Grady               | Флора, співачка           |
| 1943 | ф  | Дивовижна місіс Голлідей | The Amazing Mrs. Holliday         | служниця                  |
| 1942 | ф  | Звуки горну              | The Bugle Sounds                  | епізодична роль           |
| 1941 | ф  | Незавершені справи       | Unfinished Business               | жінка                     |
| 1940 | ф  | Молодий місяць           | New Moon                          | дружка нареченої          |
| 1936 | ф  | Ромео та Джульєтта       | Romeo and Juliet                  | епізодична роль           |
| 1936 | ф  | Каміла                   | Camille                           | дівчина на вечірці        |
| 1934 | ф  | Нана                     | Nana                              | епізодична роль           |
| 1934 | ф  | Весела вдова             | The Merry Widow                   | дівчина                   |
| 1932 | кф | Бойовий дурень           | The Fighting Fool                 | Ніна                      |
| 1932 | кф | Дантист                  | The Dentist                       | пацієнтка                 |
| 1932 | кф | Продовжуйте сміятися     | Keep Laughing                     | головна роль              |
| 1932 | ф  | Хресне знамення          | The Sign of the Cross             | епізодична роль           |
| 1931 | кф | Тріо медового місяця     | Honeymoon Trio                    | дружина                   |
| 1931 | ф  | Політика                 | Politics                          | наречена                  |
| 1931 | кф | Одна тиха ніч            | One Quiet Night                   | головна роль              |
| 1929 | кф | Танцювальний зал         | Dance Hall                        | танцівниця                |
| 1929 | кф | Слова та музика          | Words and Music                   | студентка, немає у титрах |